# 混合岩

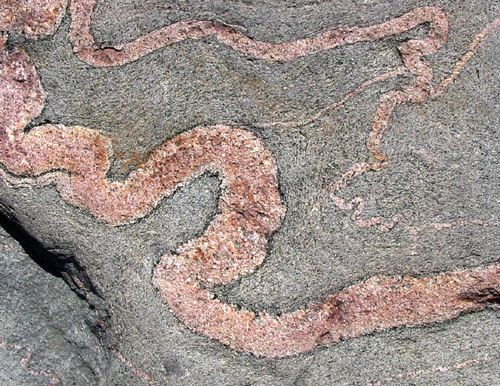
混合岩中的肠状褶皱

混合岩是经过强烈混合岩化作用而变质的岩石，脉体非常多，但脉体和基体之间的界限一般不太明显，有时模糊不清，外观已经失去原变质岩的基本特征，具有混合的特点，普遍发育出交代结构，最强烈的混合岩化常见于隆起区背斜褶皱的核部以及断裂带中。
混合岩的分类和命名首先根据其构造特征定基本名称，然后再根据脉体物质成分，将成分放在形态特征名称前面，如：花岗细晶网状混合岩；伟晶质条带状混合岩等。